# Quinton Christina
Quinton Christopher Edson Christina (nacido el 3 de mayo de 1995) es un futbolista internacional de Curazao que se desempeña en el terreno de juego como mediocampista ofensivo y delantero o extremo; su actual equipo es el CRKSV Jong Holland de la primera división del Fútbol de las Antillas Neerlandesas.

## Trayectoria
- CRKSV Jong Holland  2011-presente

## Vida personal
En 2012 Christina recibió una prueba de 10 días con el PEC Zwolle de la Eredivisie, el más alto nivel del fútbol en los Países Bajos.
En diciembre de 2013, se anunció que Christina era uno de los 23 mejores prospectos jóvenes del Caribe para ser invitado a la inauguración de la MLS Caribe Combine, una empresa conjunta entre la Major League Soccer y de la Unión de Fútbol del Caribe, con el objetivo de proporcionar a los jóvenes jugadores la oportunidad para jugar frente a los cazatalentos de la MLS. Tras el evento de 3 días, Christina fue uno de los dos jugadores Antillanos seleccionados para participar en la MLS Combine del 10 al 14 de enero en Fort Lauderdale, Florida, junto con Stefano Rijssel de Suriname.